# Wong Lo Kat

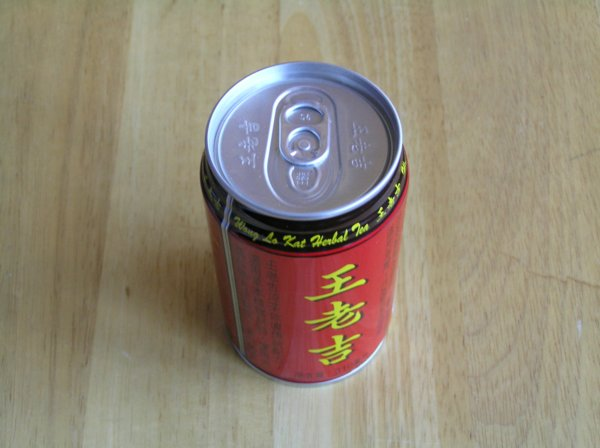
Eine Dose Wong Lo Kat

Wong Lo Kat (chinesisch 王老吉, Pinyin Wánglǎojí) ist ein chinesisches Kräutergetränk und eines der populärsten Erfrischungsgetränke in China. In Festlandchina wird Wong Lo Kat üblicherweise in roten Dosen oder kleinen (250 ml) tetrapackähnlichen Kartons verkauft.
Wong Lo Kat wurde 1828 während der Qing-Dynastie in den chinesischen Provinzen Guangdong und Guangxi durch den Arzt Wong Chat Bong erfunden. Dadurch, dass die Wong-Familie die Kunst des Kräuterteebrauens in Südchina erfand, gilt ihr Name als Synonym für diese Art Tee. Das Rezept wurde über mehrere Generationen bis heute weitergegeben. Die Marke Wong Lo Kat hat einen Markenwert von ungefähr 2.244 Milliarden RMB und hatte 2008 Umsätze in Höhe von 12 Milliarden RMB.